# タキシフォリン-8-モノオキシゲナーゼ
タキシフォリン-8-モノオキシゲナーゼ（taxifolin 8-monooxygenase）は、次の化学反応を触媒する酸化還元酵素である。
タキシフォリン + NAD(P)H + H+ + O2 {\displaystyle \rightleftharpoons } 2,3-ジヒドロゴッシペチン + NAD(P)+ + H2O
この酵素の基質はタキシフォリン、NADH（NADPH）、H+とO2で、生成物は2,3-ジヒドロゴッシペチン、NAD(P)+とH2Oである。補酵素としてFADとフラボタンパク質を用いる。
組織名はtaxifolin,NAD(P)H:oxygen oxidoreductase (8-hydroxylating)で、別名にtaxifolin hydroxylaseがある。